# Bộ Thỉ (豕)
Bộ Thỉ, bộ thứ 152 có nghĩa là "lợn" là 1 trong 20 bộ có 7 nét trong số 214 bộ thủ Khang Hy.
Trong Từ điển Khang Hy có 148 chữ (trong số hơn 40.000) được tìm thấy chứa bộ này.

## Tự hình Bộ Thỉ (豕)

Giáp cốt văn
Kim văn
Đại triện
Tiểu triện

## Chữ thuộc Bộ Thỉ (豕)
| Số nét bổ sung | Chữ                                       |
| -------------- | ----------------------------------------- |
| 0              | 豕/thỉ/                                   |
| 1              | 豖/súc/                                   |
| 3              | 豗/hôi/                                   |
| 4              | 豘/đồn/ 豙 豚/đồn/ 豛 豜/kiên/ 豝/ba/     |
| 5              | 豞/hao/ 豟/ách/ 豠 象/tượng/              |
| 6              | 豢/hoạn/ 豣/kiên/ 豤/khẩn/ 豥/cai/ 豦/cứ/ |
| 7              | 豧 豨/hy/ 豩/bân/ 豪/hào/                 |
| 9              | 豫/dự/ 豬/trư/ 豭/gia/ 豮/phần/           |
| 10             | 豯/hề/ 豰/hốc/ 豱/ôn/ 豲/nguyên/ 豳/bân/  |
| 11             | 豴/đích/ 豵/tông/                         |
| 12             | 豷/ế/                                     |
| 13             | 豶/phần/                                  |